# Коструб
Костру́б (Кострома) — бог[джерело?] весни у слов'янській міфології. Його славили у весняних хороводах-іграх дівчата.

## Похорон Коструба
Цей звичай, як правило, не мав чіткої дати, а здійснювався у період після Трійці і до Петрового дня. У давнину обряд мав аграрний зміст: «похорон», тобто прощання з весною та наступне її воскресіння, що символізувало майбутній врожай. Вважають, що слово «коструб» означає —- «нечепура», «неохайний».
Обряд здійснювався таким чином: зроблене з соломи або із смітної трави опудало вкладали у ночви і розігрували обрядову сцену похоронів, яка, як правило, закінчувалася веселощами та жартами. В основі обряду — уявлення про померлого, а потім воскреслого бога рослинності — втілення весни та плодючості. Пізніше аграрний зміст обряду забувся, перетворившись на забаву. Коструб став сприйматися як образ померлої, але колись веселої людини.